# Silalahi III
Silalahi III is een bestuurslaag in het regentschap Dairi van de provincie Noord-Sumatra, Indonesië. Silalahi III telt 998 inwoners (volkstelling 2010).